# Église de l'Assomption-de-la-Vierge de Fontaine-Luyères
L'église de l'Assomption-de-la-Vierge est une église située à Charmont-sous-Barbuise, en France.

## Description
L'église du XIIe siècle a été remaniée au XVIe siècle, si le chœur et les travées sont voûtés, ce n'est pas le cas de la nef.

## Localisation
L'église est située sur la commune de Charmont-sous-Barbuise, dans le département français de l'Aube.

## Historique
La paroisse était une succursale de Luyères sur le territoire de Fontaine-Luyères du Grand doyenné de Troyes et dédiée à saint Albin. Elle appartenait donc à l'abbaye Saint-Lou depuis 1196. Un arrêt du parlement du 21 décembre 1782 détachait alors le lien avec Luyères. L'édifice est inscrit au titre des monuments historiques en 1972.